# Chamaecrista setosa
Chamaecrista setosa é da família das leguminosas, que foi descrito pela primeira vez por Julius Rudolph Theodor Vogel, e recebeu o nome exato por Howard Samuel Irwin e Rupert Charles Barneby. Chamaecrista setosa pertence ao gênero Chamaecrista e da família das fabbaceaes. A IUCN classifica a espécie como de menor preocupação. Se localiza no Brasil.